# Fula gubbar
"Fula gubbar" är en poplåt skriven av Magnus Uggla, som Uggla framförde på albumet Den döende dandyn 1986. Sångtexten behandlar ämnet gubbsjuka. Melodin till refrängen är hämtad från stycket "Ceciderunt in profundum" ur kantaten Der Schulmeister av Christoph Ludwig Fehre, tidigare känd som ett verk av Georg Philipp Telemann.
"Fula gubbar" placerade sig som bäst på fjärde plats på försäljningslistan för singlar i Sverige.
Singeln låg på Trackslistan i fyra veckor under perioden 6 december 1986 till 17 januari 1987 med en fjärdeplats som högsta placering. Den kom också in på Svensktoppen där den låg i 12 veckor under perioden 23 november 1986 till 15 februari 1987, med en topplacering de sex första veckorna.
Magnus Uggla ville göra popmusik i samma anda som Wendy Carlos.

## Övrigt
I Musikministeriet visades 2006 ett inslag om hur signaturmelodin Björnes Magasin, som dock hade premiär 1987, också påminner om det körverk av Georg Philipp Telemann som 1986 inspirerade Uggla till "Fula gubbar".
1996 framförde Uggla sången vid firandet av kungens 50-årsdag.

## Listplaceringar
| Lista (1986-1987) | Position |
| ----------------- | -------- |
| Sverige           | 4        |